# Posacythere
Posacythere is een geslacht van kreeftachtigen uit de klasse van de Ostracoda (mosselkreeftjes).

## Soorten
- Posacythere hunti Yasuhara, Okahashi & Cronin, 2009
- Posacythere jaekeli (Herrig, 1963) Gruendel, 1976 †
- Posacythere undata (Colalongo & Pasini, 1980)